# Barroetea
Barroetea es un género de plantas perteneciente a la familia Asteraceae. Comprende 9 especies descritas y de estas solo 6 aceptadas.

## Descripción
Las plantas de este género solo tienen disco (sin rayos florales) y los pétalos son de color blanco, ligeramente amarillento blanco, rosa o morado (nunca de un completo color amarillo).

## Taxonomía
El género fue descrito por Asa Gray y publicado en Proceedings of the American Academy of Arts and Sciences 15: 29. 1880. La especie tipo es: Barroetea setosa A. Gray.

## Especies aceptadas
A continuación se brinda un listado de las especies del género Barroetea aceptadas hasta junio de 2012, ordenadas alfabéticamente. Para cada una se indica el nombre binomial seguido del autor, abreviado según las convenciones y usos.
- Barroetea brevipes B.L.Rob.
- Barroetea laxiflora Brandegee
- Barroetea pavonii A.Gray
- Barroetea sessilifolia Greenm.
- Barroetea setosa A.Gray
- Barroetea subuligera A.Gray